# Antônio Secundino de São José
Antônio Secundino de São José (Presidente Olegário, 16 de fevereiro de 1910), foi um engenheiro agrônomo e geneticista do milho, filho de Secundino José da Fonseca e Balbina Araújo Fonseca. Foi aluno da primeira turma da Escola Superior de Agricultura e Veterinária da Universidade Federal de Viçosa, da qual se tornou professor e diretor. Foi o criador do Departamento de Genética Vegetal da universidade.
Secundino  nasceu  em  1910  em  Santa  Rita  de  Patos,  hoje Presidente  Olegário  (MG),  na época  um distrito  de Patos  de Minas. Aos 21 anos, formou-se na primeira turma de agronomia  da  ESAV,  Escola  Superior  de  Agricultura  e  Veterinária  de Viçosa (hoje Universidade Federal de Viçosa, UFV). Aos 27 anos, professor da ESAV e casado com Memorina, recebeu bolsa para estudar no Iowa State College, nos EUA. Lá passou os primeiros seis meses estudando melhoramento genético de plantas e os dois meses seguintes visitando escolas  de  agricultura  e  estações  experimentais.  Percorreu  milhares de quilômetros por 21 estados americanos e ficou impressionado com os resultados de uma tecnologia que tinha sido introduzida em 1926 e que naquele momento já se encontrava amplamente difundida no país: a semente de milho híbrido.
A semente de milho híbrido era resultado do cruza-mento de linhagens puras, obtidas por autofecundação até que gerassem descendentes geneticamente homogê-neos, ou puros. Com o cruzamento de linhagens puras, obtinham-se se-mentes com vigor híbrido, capazes de gerar plantas com produtividade muito acima daquela das sementes conven-cionais da época, selecionadas a partir da safra anterior.Em sua volta para o Brasil, Secundino trouxe uma co-leção de linhagens e cruzamentos de milho obtidos em universidades americanas e iniciou, com Gladstone Drum-mond, professor e pesquisador da ESAV, pesquisas para obter um milho híbrido adaptado às condições brasileiras. Os resultados mostraram, porém, que, com uma única exceção, as linhagens e variedades trazidas dos EUA não se adaptariam ao clima tropical e subtropical brasi-leiro. A exceção, a variedade Tuxpan Yellow Dent, daria origem a várias linhagens bem adaptadas, mas não seria suficiente para a obtenção de um híbrido brasileiro. Se-ria necessária a criação de outras linhagens a partir de variedades brasileiras, processo que ainda tomaria muito mais tempo e recursos.Em 1941, Secundino aceitou convite para ser secre-tário de Agricultura, Transportes, Indústria e Comércio da Paraíba. Ficou em João Pessoa até 1942, quando, com tifo, decidiu voltar. Trabalhou por dois anos na Comissão Brasileiro-Americana de Produção de Gêneros Alimentícios e em seguida foi contratado para trabalhar na General Mills, em Niterói (RJ). Lá conheceu o químico John Ware, que o incentivou a apresentar o seu projeto de milho  híbrido  à  companhia.  A  apresentação  foi  feita, mas a empresa não aprovou o investimento. Cruzamento entre variedades Prolífico (branco dentado) e Catete (amarelo duro) A segregação de cor do grão causou a posterior substituição do Prolífico pelo Amarelão. Um hectare foi plantado experimentalmente na ESAV com uma produção de 4830 kg/ha. Secundino e Ware, porém, não desistiram do projeto.  Com  capital  obtido  junto  ao  sogro,  Secundino convidou Gladstone Drummond e outro amigo, Adylio Vitarelli, e Ware trouxe um conterrâneo, Dee William Jackson, para o grupo. Os cinco decidiram dar à empresa o nome de Ceres – deusa romana das colheitas, da qual vem a palavra  cereal  –, mas a marca já  pertencia  a  outra companhia.  Eles então acrescentaram a palavra  agro  ao nome e daí surgiu, em 20 de setembro de 1945, a Agroceres. Secundino seria o primeiro Presidente da empresa. O primeiro milho híbrido comercial do Brasil foi desenvolvido a partir de linhagens obtidas da variedade Tuxpan Yellow Dent (derivada da Tuxpeño mexicana) e das variedades brasileiras  Catete, Xavier  e Amarelão, testadas e melhoradas durante anos por Gladstone e Secundino. A produção começou na Fazenda São Fernando, de 65 hectares, adquirida  em Goianá, distrito de Rio Novo (MG). No primeiro ano, a empresa produziu e vendeu 3.000  kg de sementes embaladas em saquinhos costurados na máquina de costura de Memorina, esposa de Secundino. Nice, filha de Secundino, relata a comemoração do primeiro aniversário da Agroceres: “A ‘festa’ coincidiu com o batizado da Neyde [filha caçula de Secundino] e contou apenas com a presença da família e do Adylio Vitarelli. 
O primeiro milho híbrido comercial do Brasil foi desenvolvido a partir de linhagens obtidas da variedade Tuxpan Yellow Dent (derivada da Tuxpeño mexicana) e das variedades brasileiras  Catete, Xavier  e Amarelão, testadas e melhoradas durante anos por Gladstone e Secundino. A produção começou na Fazenda São Fernando, de 65 hectares, adquirida  em Goianá, distrito de Rio Novo (MG). No primeiro ano, a empresa produziu e vendeu 3.000  kg de sementes embaladas em saquinhos costurados na máquina de costura de Memorina, esposa de Secundino. Nice, filha de Secundino, relata a comemoração do primeiro aniversário da Agroceres: “A ‘festa’ coincidiu com o batizado da Neyde [filha caçula de Secundino] e contou apenas com a presença da família e do Adylio Vitarelli. 
Secundino havia realizado seu sonho de ser em-presário, mas os lucros demorariam a chegar e o capital para crescer ainda era limitado. Em dezem-bro de 1947, aceitou convite para ser Diretor da ESAV, onde ficou até janeiro de 1951, quando, finalmente, pôde dedicar-se integralmente à Agro-ceres. O capital necessário para fazer a empresa crescer viria de uma fonte inesperada.Em 1946, Nelson Rockefeller, um dos herdeiros das empresas Rockefeller e futuro Vice-Presidente dos EUA, ouviu relatos, através de Dee Jackson, sobre a criação da empresa de sementes no Brasil. Nelson se interessou muito pela Agroceres, pois havia criado pouco tempo  antes  a  IBEC,  sigla  para  International  Basic  Economy Corporation (Corporação Internacional de Economia Básica),  um braço agrícola  da Fundação Rockefeller  que tinha como objetivo demonstrar as vantagens do capitalismo como agente de desenvolvimento econômico e social. Uma empresa de sementes em um país em desenvolvimento como o Brasil se encaixava perfeitamente em seus planos e, em 1947, Rockefeller procurou Secundino para propor associação. A IBEC teria o controle acionário e participaria com a maior parte do capital da Agroceres, mas a administração da empresa seria responsabilidade dos sócios brasileiros. A criação da IBEC e a associação de Rockefeller com Secundino foram relatadas pelo escritor Antonio Pedro Tota no livro  O Amigo Americano, sobre as iniciativas do bilionário no Brasil. “Em outubro de 1950, de volta a Nova York, Nelson escreveu a Secundino para relatar as impressões de uma visita à paranaense Jacarezinho. Chama o brasileiro de ‘Dear Tony’, americanizando o Antônio, diz ter aprendido muito e se declara ‘tremendamente entusiasmado’ com o trabalho que ‘Tony’ realizava e o futuro que ele oferecia: ‘É um prazer ter feito sociedade com você’. ”
Com disponibilidade de capital e com o sucesso de suas sementes, a  Agroceres cresceu  rapidamente. De 1946 a 1948, expandiu sua estrutura de produção  com unidades em  Ubá  (MG),  Jacarezinho  (PR),  Patos  de  Minas  (MG)  e Carazinho (RS). Nos anos 1950 e 1960, abriu mais quatro unidades, em Jerônimo Monteiro (ES), Santa Cruz das Palmeiras (SP), Inhumas (GO) e Bandeirantes (PR). No  fim de  1970, no  entanto,  um  episódio marcou profundamente a Agroceres. Logo depois de relatos semelhantes nos EUA, foram encontrados alguns focos do fungo  Helminthosporium maydis  (Hm)  nos híbridos da empresa. O fungo atacava linhagens com macho-esterilidade  Texas,  ou  T,  usadas  pela  maioria  das  empresas  do mundo para obter milho híbrido sem a necessidade de despendoamento. Para voltar a produzir sementes seguras, a Agroceres teria que usar linhagens sem macho-esterilidade, que só ficariam prontas em volu-me suficiente para a safra seguinte.Em julho de 1971, a Agroceres divulgou que não venderia a produção de sementes daquele ano para evitar o risco de disseminação da helmintosporiose. A decisão, que teve enorme impacto financeiro para a empresa, foi amplamente reconhecida pelo mercado como demonstração do compromisso da Agroceres com a qualidade de seus produtos. Anos mais tarde, a Agroceres passaria a usar a fonte de macho-esterili-dade Charrua, ou C, em seus híbridos. Essa fonte, não suscetível ao Hm, havia sido descoberta pela própria empresa em 1954.No mesmo ano de 1971, Ney Bittencourt de Arau-jo, agrônomo formado pela ESAV e filho de Secundi-no, assumiu a Presidência da empresa. A crise do Hel-minthosporium reforçava a convicção de Ney de que a empresa não poderia depender somente de semente de milho e precisava diversificar-se. A Agroceres, que sob a sua liderança havia iniciado a atuação em sementes de hortaliças e em isca formicida, passaria a atuar também em sementes de sorgo e de pastagens e em genética e nutrição animal. Em 1980, os sócios brasileiros, incluindo Secundino e  outros executivos  da empresa,  adquiriram  o controle acionário da Agroceres. Para financiar a aquisição, a Agroceres obteve capital junto ao BNDES e teve, até 1997, a maior parte de suas ações negociadas na Bolsa de Valores de São Paulo. Secundino morreu na cidade de São Paulo em 1986, aos 76  anos de  idade, com  a presença  dos três  filhos – Ney, Nice e Neyde – e dos oito netos. Em sua homenagem, o estado de Minas Gerais instituiu em 1991 a Comenda Antônio Secundino de São José, e a UFV deu seu nome à sua biblioteca central. Lourival Pacheco, seu amigo e antigo colaborador da Agroceres, também fez questão de render-lhe uma homenagem: em cima de seu túmulo, colocou três espigas de milho.
Fonte: e-book em www.agroceres.com.br